# Tanacetum cadmeum
Tanacetum cadmeum là một loài thực vật có hoa trong họ Cúc. Loài này được (Boiss.) Heywood miêu tả khoa học đầu tiên năm 1952.